# Andrew Huxley
Andrew Fielding Huxley, OM, FRS (Hampstead, Londres, 22 de novembro de 1917 — Grantchester, 30 de maio de 2012) foi um fisiologista e biólogo britânico que recebeu o Nobel de Fisiologia ou Medicina de 1963, por seus trabalhos com Alan Lloyd Hodgkin, cientista britânico e ex-professor, e John Eccles, biofísico australiano, sobre os potenciais de ação dos nervos, os impulsos elétricos que permitem que a atividade de um organismo seja regulada por um sistema nervoso central.
Hodgkin e Huxley dividiram o prêmio naquele ano com John Carew Eccles, que foi citado pela pesquisa com sinapses. As descobertas de Hodgkin e Huxley levaram a dupla a levantar a hipótese da existência de canais iônicos, que foram confirmados somente décadas mais tarde.
As medidas experimentais nas quais a dupla baseou sua teoria de potenciais de ação representam uma das mais antigas aplicações de uma técnica da eletrofisiologia conhecida como grampeamento de voltagem (voltage clamp). Outro elemento importante de seus estudos foi a utilização do chamado axônio gigante de lula-pálida ( Doryteuthis ( anteriormente Loligo ) pealeii )), o que permitiu a eles medir correntes iônicas que não teriam sido possíveis em outros tipos de neurônios, por serem muito pequenos para serem estudados com as técnicas da época. Os experimentos aconteceram na Universidade de Cambridge, iniciando na década de 1930 e continuando na década de 1940, depois de uma interrupção devido à Segunda Guerra Mundial.
De 1946 a 1951 Huxley trabalhou principalmente em colaboração com Hodgkin na condução nervosa, mas também com R. Stämfli em fibras nervosas mielinizadas; com o fim da guerra, ele foi capaz de retomar sua colaboração com Hodgkin na compreensão de como os nervos transmitem sinais. Continuando seu trabalho em Plymouth, eles conseguiram, em seis anos, resolver o problema usando equipamentos que eles próprios construíram. A solução era que os impulsos nervosos, ou potenciais de ação, não viajavam para baixo do núcleo da fibra, mas sim ao longo da membrana externa da fibra como ondas em cascata de íons de sódio se difundindo para dentro em um pulso crescente e íons de potássio se difundindo em uma queda borda de um pulso. Em 1952, eles publicaram sua teoria de como os potenciais de ação são transmitidos em um artigo conjunto, no qual também descrevem um dos primeiros modelos computacionais em bioquímica. Este modelo forma a base da maioria dos modelos usados em neurobiologia durante as quatro décadas seguintes. O cientista mantinha a posição de associado no Trinity College, Cambridge, ensinando fisiologia, ciências naturais e medicina.
Em 1954, junto do fisiologista alemão Rolf Niedergerke, eles descobriram o mecanismo de contração muscular, que é a base da nossa compreensão moderna da mecânica muscular. Por volta dessa época, Hugh Huxley e Jean Hanson chegaram a uma observação semelhante. Escritos em pares, seus artigos foram publicados simultaneamente na edição de 22 de maio de 1954 da Nature. Assim, as quatro pessoas introduziram o que é chamado de teoria do filamento deslizante das contrações musculares, que é a base da nossa compreensão moderna da mecânica muscular. Huxley sintetizou suas descobertas, e o trabalho de colegas, em uma descrição detalhada da estrutura muscular e como a contração muscular ocorre e gera força que ele publicou em 1957. Em 1966, sua equipe forneceu a prova da teoria, e permaneceu a base da compreensão moderna da fisiologia muscular. Ele também desenvolveu um microscópio de interferência para estudar o padrão de estriação em fibras musculares isoladas. Esta continuou a ser sua principal linha de trabalho, embora ele tenha feito alguns cálculos adicionais sobre a geração do potencial de ação.
 Huxley também desenvolveu um micrótomo para seções de microscópio eletrônico e um micromanipulador. Em 1960 ele se tornou chefe do Departamento de Fisiologia da University College London. Ele foi eleito membro da Royal Society em 1955 e presidente em 1980. A Royal Society concedeu-lhe a Medalha Copley em 1973 por suas contribuições coletivas para a compreensão dos impulsos nervosos e da contração muscular. Ele foi agraciado com o título de Cavaleiro Bacharel pela Rainha Elizabeth II em 1974, e foi nomeado para a Ordem do Mérito em 1983.
Huxley era filho do escritor e editor Leonard Huxley com sua segunda esposa Rosalind Bruce, meio irmão do escritor Aldous Huxley e do biólogo Julian Huxley, além de neto do biólogo Thomas Henry Huxley. Em 1947 casou com Jocelyn Richenda Gammell Pease (1925-2003), filha do geneticista Michael Pease com Helen Bowen Wedgwood, filha de Josiah Wedgwood IV. Eles tiveram um filho e cinco filhas - Janet Rachel Huxley (nascida em 20 de abril de 1948), Stewart Leonard Huxley (nascida em 19 de dezembro de 1949), Camilla Rosalind Huxley (nascida em 12 de março de 1952), Eleanor Bruce Huxley (nascida em 21 de fevereiro de 1959), Henrietta Catherine Huxley (nascida em 25 de dezembro de 1960) e Clare Marjory Pease Huxley (nascida em 4 de novembro de 1962).
Huxley foi eleito membro da Royal Society de Londres em 17 de março de 1955. Foi condecorado pela Rainha Isabel II como Cavaleiro da Coroa Britânica com o título de Sir Andrew Fielding Huxley em 12 de novembro de 1974. Sir Andrew foi então apontado para a Ordem de Mérito em 11 de novembro de 1983.

## Morte
Andrew Huxley, morreu aos 94 anos, na vila Grantchester, Inglaterra.

## Publicações
- Huxley, A. F., 1980. Reflections on muscle. The Sherrington Lectures XIV. Liverpool.